# Ferrovia San Candido-Maribor
La ferrovia San Candido-Maribor (in tedesco Drautalbahn, ferrovia della Val Drava) è una linea ferroviaria internazionale che collega San Candido, in provincia di Bolzano, alla città slovena di Maribor, passando lungo la valle della Drava e tra le città carinziane di Villaco e Klagenfurt. Assieme alla ferrovia della Val Pusteria fa parte della storica ferrovia carinziana (in tedesco Kärntner Bahn), che unisce Fortezza, sulla ferrovia del Brennero, a Maribor, sulla Vienna-Trieste.
La linea fu costruita nel periodo in cui Tirolo e Carinzia appartenevano ai territori dell'Impero austro-ungarico e fu esercita dalla Südbahn. Attualmente (2009), essa è suddivisa dai tre paesi europei ed è pertanto gestita dai tre gestori nazionali: Rete Ferroviaria Italiana per il breve tratto italiano, Österreichische Bundesbahnen per quello austriaco e Slovenske železnice per lo sloveno. Il servizio ferroviario passeggeri è invece espletato dalle ferrovie austriache, da quelle slovene e (limitatamente al tratto San Candido-Lienz) dalla SAD.

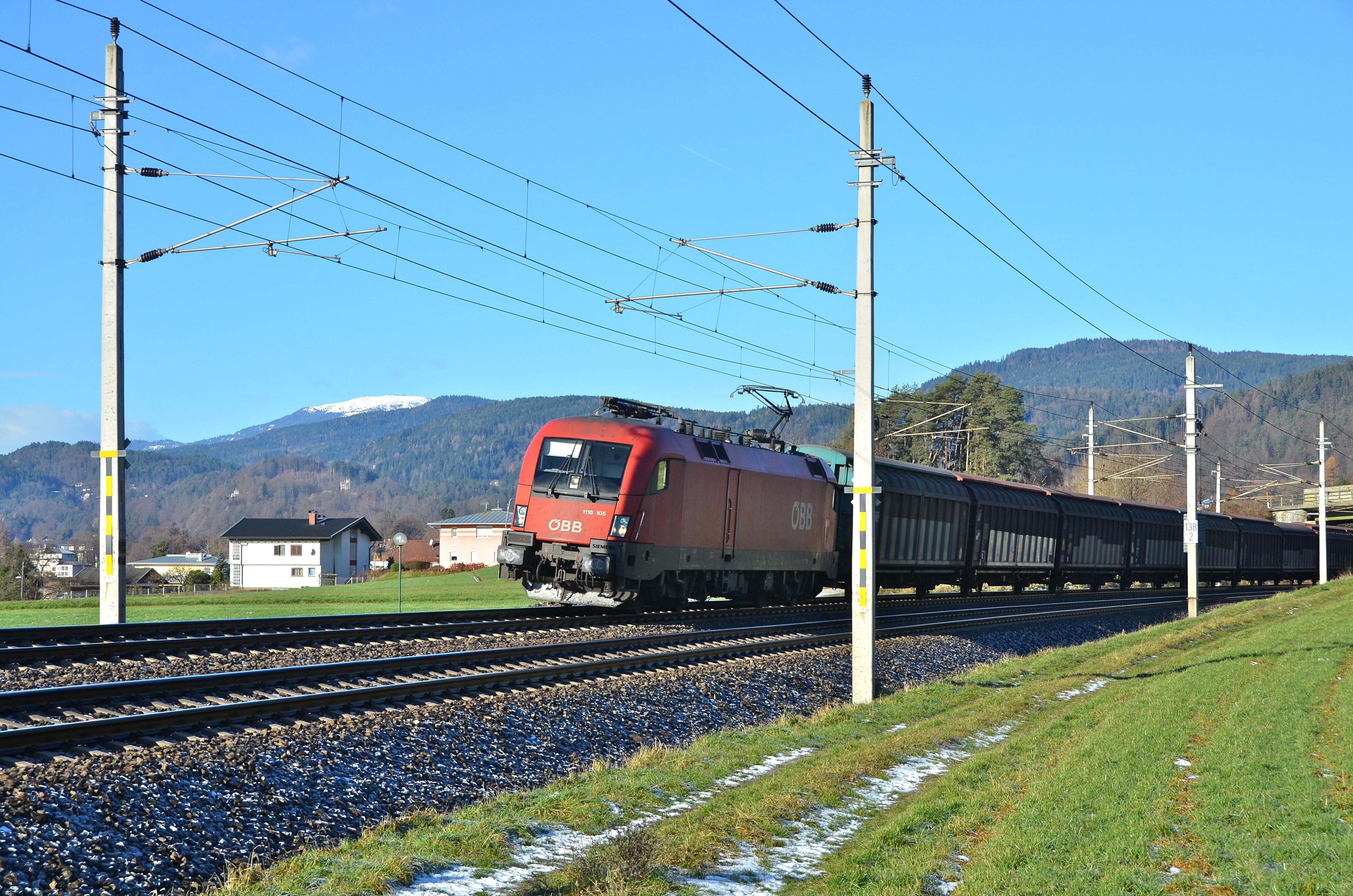
Treno merci a Poertschach, Carinzia, Austria

## Storia
Il privilegio per la costruzione di una linea ferroviaria fra Marburgo (oggi Maribor) e Villaco fu ottenuto da una società privata austriaca costituita ad hoc il 26 ottobre 1856. Quest'impresa, a causa di insufficienti capitali a disposizione, cedette poi i diritti al gruppo Creditanstalt che a sua volta, nel settembre 1858, li girò alla Südbahn dei Rothschild.
Il primo tronco ad essere inaugurato fu il Maribor – Klagenfurt nel 1863. L'anno successivo fu raggiunta Villaco. A seguito di decisioni di carattere politico e strategico si decise di far proseguire la ferrovia lungo la valle del fiume Drava in direzione di Lienz, farle valicare la Sella di Dobbiaco (in tedesco Toblach) per poi scendere lungo la valle occidentale della Pusteria fino a Fortezza (in tedesco Franzensfeste), dove si sarebbe congiunta alla ferrovia del Brennero in direzione di Innsbruck.
Il tratto Villaco – Fortezza fu inaugurato il 20 novembre 1871.
Dopo il primo conflitto mondiale, il trattato di Saint-Germain divise la linea fra Italia, Austria e Jugoslavia. I valichi di confine furono posti presso San Candido (in tedesco Innichen) e Bleiburg che divennero stazioni internazionali.

## Caratteristiche

### Armamento e trazione
La linea è a singolo binario tra San Candido e il bivio di comunicazione di Pusarnitz Sud e tra Mittlern e Maribor. Il tratto tra Pusarnitz Sud e Mittlern è, invece, a doppio binario. Il tratto Pusarnitz Sud-Spittal era un tempo a due binari unici affiancati, ma dopo l'attivazione del bivio di Lendorf, oggi chiamato Bivio/Posto di comunicazione Pusarnitz sud, avvenuta negli anni settanta è a doppio binario. Il recente raddoppio del tratto Klagenfurt-Mittlern è strutturato in maniera da poter essere connesso alla progettanda linea veloce verso Graz e Vienna.
La linea è elettrificata secondo il sistema austriaco (con corrente alternata da 15000 volt a 16,7 Hz) tra San Candido e Bleiburg.
La stazione di San Candido/Innichen svolge il ruolo di stazione internazionale: il tratto italiano della linea da qui al confine di stato, quindi, pur essendo in gestione a Rete Ferroviaria Italiana, è esercito dalla Österreichische Bundesbahnen e dalla SAD. Inoltre, a differenza di quanto avveniva in passato, in questo tratto il segnalamento moderno luminoso è stato realizzato con i regolamenti italiani anziché con quelli austriaci, che subentrano solo all'effettivo passaggio del confine di stato. Anche la palificazione e la catenaria sono di tipo FS fino al punto di confine, dove immediatamente ha inizio la catenaria di tipo austriaco.

### Esercizio
Da San Candido/Innichen a Sachsenburg esiste il blocco automatico conta-assi reversibile a Dirigenza Locale. Da quest'ultima stazione a quella di Rothenturn il controllo è affidato al Dirigente Centrale Operativo di Spittal an der Drau con blocco banalizzato a partire da Pusarnitz Sud. Da Rothenturn fino a Ebenthal vi è di nuovo il sistema di blocco automatico banalizzato, ma l'esercizio è regolato da dirigenza locale. Da Ebenthal ritorna il blocco automatico reversibile fino a Bleiburg.
Il tratto di competenza delle ferrovie slovene è invece a dirigenza locale con il blocco telefonico fino alla stazione di Maribor Studenci. In quest'ultima località ferroviaria, la linea si raddoppia e ritorna l'esercizio a blocco automatico, il tutto connesso con gli impianti del nodo di Maribor. In questo tratto si trovano gli impianti del servizio merci marburghese.

### Percorso
| Continuation backward |

| Station on track |

| Unknown route-map component "hbKRZWae" |

| Unknown route-map component "+cd" | Unknown route-map component "vABZgl-" + Unknown route-map component "STRc2" | Unknown route-map component "ABZq+3" | Unknown route-map component "cCONTfq" |

| Unknown route-map component "+d" | Unknown route-map component "vSTR-STR+1" + Unknown route-map component "lvHST" | Unknown route-map component "STRc4" |

| Unknown route-map component "d" | Unknown route-map component "vBHF" |

| Unknown route-map component "d" | Unknown route-map component "vSHI2g+l-" |

| Stop on track |

| Stop on track |

| Stop on track |

| Station on track |

| Stop on track |

| Station on track |

| Enter and exit tunnel |

| Station on track |

| Station on track |

| Stop on track |

| Station on track |

| Station on track |

| Station on track |

| Unknown route-map component "hbKRZWae" |

| Station on track |

| Station on track |

| Station on track |

| Stop on track |

| Station on track |

| Unknown route-map component "hbKRZWae" |

| Station on track |

| Unknown route-map component "exCONTgq" | Unknown route-map component "eABZgr" |  |

|  | Unknown route-map component "ABZgl" | Unknown route-map component "CONTfq" |

| Station on track |

| Station on track |

| Station on track |

| Station on track |

| Enter and exit tunnel |

| Enter and exit tunnel |

| Stop on track |

| Unknown route-map component "GRZq" | Unknown route-map component "GRZq" + Restricted border on track | Unknown route-map component "GRZq" |

| Unknown route-map component "CONTgq" | Unknown route-map component "ABZg+r" |  |

| Station on track |

| Stop on track |

| Unknown route-map component "ekABZg3" |

| Unknown route-map component "cCONTgq" | Unknown route-map component "exkkSTR+1" + Transverse track | Unknown route-map component "ABZg+r" + Unknown route-map component "exkSTRc4" | Unknown route-map component "+c" |

| Unknown route-map component "exSTR" | Station on track |  |

| Unknown route-map component "exHST2" | Unknown route-map component "eSTR+c3" |  |

| Unknown route-map component "exSTRc1" | Unknown route-map component "exABZ2+4g" + Straight track | Unknown route-map component "exSTRc3" |

|  | Unknown route-map component "exSTRc1" + Enter and exit tunnel | Unknown route-map component "exSTR+4" |

|  | Straight track | Unknown route-map component "exBHF" |

| Unknown route-map component "+c" | Straight track | Unknown route-map component "exABZgl" | Unknown route-map component "excCONTfq" |

|  | Station on track | Unknown route-map component "exSTR" |

|  | Enter and exit short tunnel + Unknown route-map component "exSTRc2" | Unknown route-map component "exSTR3" |

| Unknown route-map component "exSTRc2" | Unknown route-map component "eKRZ3+1" | Unknown route-map component "exSTRc4" |

| Unknown route-map component "exSTR+1" | Unknown route-map component "exSTRc4" + Enter and exit tunnel |  |

| Unknown route-map component "exSTR2" | Unknown route-map component "exSTRc3" + Enter and exit tunnel |  |

| Unknown route-map component "exSTRc1" | Unknown route-map component "exv-STR+4" + Straight track |  |

| Unknown route-map component "exSTRc2" | Unknown route-map component "exv-STR3" + Straight track |  |

| Unknown route-map component "exSTR+1" | Unknown route-map component "exSTRc4" + Unknown route-map component "tSTRa" |  |

| Unknown route-map component "exBHF2" | Unknown route-map component "exSTRc3" + Unknown route-map component "tSTRe" |  |

| Unknown route-map component "exSTRc1" | Unknown route-map component "eKRZ2+4" | Unknown route-map component "exSTRc3" |

|  | Unknown route-map component "exSTRc1" + Small bridge over water | Unknown route-map component "exWKRZq+4u" |

|  | Unknown route-map component "exSTRc2" + Enter and exit tunnel | Unknown route-map component "exSTR3" |

|  | Unknown route-map component "eABZg+1" | Unknown route-map component "exSTRc4" |

| Enter and exit tunnel |

| Station on track |

| Unknown route-map component "bWBRÜCKE1" |

| Unknown route-map component "bWBRÜCKE1" |

| Stop on track |

| Non-passenger station/depot on track |

| Unknown route-map component "CONTgq" | Unknown route-map component "ABZg+r" |  |

| Station on track |

|  | Unknown route-map component "ABZgl" | Unknown route-map component "CONTfq" |

| Stop on track |

| Stop on track |

| Unknown route-map component "eHST" |

| Station on track |

| Stop on track |

| Station on track |

| Unknown route-map component "eHST" |

| Stop on track |

| Station on track |

| Stop on track |

| Station on track |

| Stop on track |

| Unknown route-map component "CONTgq" | Unknown route-map component "ABZg+r" |  |

| Unknown route-map component "dSTRc2" | Unknown route-map component "ABZg3" | Unknown route-map component "d" |

| Unknown route-map component "dSTR+1" | Unknown route-map component "STRc4" + Non-passenger station/depot on track | Unknown route-map component "d" |

| Unknown route-map component "dSTR" | Station on track | Unknown route-map component "d" |

| Unknown route-map component "dABZl+l" | Unknown route-map component "KRZul" | Unknown route-map component "dCONTfq" |

| Unknown route-map component "dSHI3l" | Unknown route-map component "SHI3g+r" | Unknown route-map component "d" |

| Unknown route-map component "eHST" |

| Stop on track |

| Stop on track |

| Stop on track |

| Non-passenger station/depot on track |

| Stop on track |

| Stop on track |

| Station on track |

| Station on track |

| Unknown route-map component "CONTgq" | Unknown route-map component "ABZgr" |  |

| Stop on track |

| Station on track |

| Stop on track |

| Station on track |

| Station on track |

| Station on track |

| Stop on track |

| Station on track |

| Stop on track |

| Station on track |

| Unknown route-map component "STR+GRZq" |

| Stop on track |

| Station on track |

| Stop on track |

| Station on track |

| Station on track |

| Stop on track |

| Station on track |

| Stop on track |

| Unknown route-map component "bWBRÜCKE1" |

| Stop on track |

| Station on track |

| Stop on track |

| Unknown route-map component "GRZq" | Unknown route-map component "GRZq" + Restricted border on track | Unknown route-map component "GRZq" |

| 302,952 |
| 72,568  |

| Unknown route-map component "eHST" |

| Unknown route-map component "eBHF" |

| Unknown route-map component "bWBRÜCKE1" |

| Stop on track |

| Unknown route-map component "eHST" |

| Unknown route-map component "BHF+GRZq" |

| Continuation forward |

## Traffico
Nel tratto di competenza delle Österreichische Bundesbahnen (ÖBB), il percorso fra Villaco e Spittal-Millstättersee - in comune con la ferrovia dei Tauri - è utilizzato prevalentemente per treni passeggeri e merci destinati al Centro Europa, soprattutto in Germania. Il tronco Villach-Klagenfurt è impiegato per le direttrici Carinzia-Vienna e Austria-Italia settentrionale.
Con il dicembre 2014 viene prevista l'apertura della nuova stazione di Versciaco, collegata immediatamente con l'impianto di risalita del Monte Elmo. I treni provenienti da Fortezza, non arresteranno la loro corsa a San Candido ma proseguiranno per Sillian. Nel 2015 è previsto un proseguimento fino a Lienz.
Il tratto sloveno, invece, è percorso solo da treni regionali della direttrice Bleiburg-Maribor.